# Macbeth (film 1908)
Macbeth è un film del 1908 diretto da James Stuart Blackton e interpretato da William V. Ranous.
Prima versione cinematografica della tragedia di Shakespeare, il film fu prodotto dalla Vitagraph Company of America e uscì nelle sale il 19 aprile 1908.

## Produzione
Il film fu prodotto dalla Vitagraph Company of America.

## Distribuzione
Distribuito dalla Vitagraph Company of America, il film uscì nelle sale il 19 aprile 1908.

### Date di uscita
- USA	19 aprile 1908

Alias
- Macbeth, Shakespeare's Sublime Tragedy	USA (titolo alternativo)